# Crisis económica

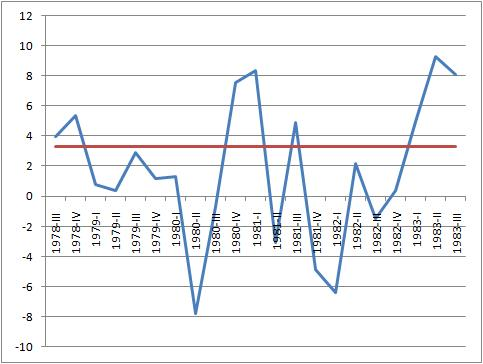
Un gráfico de la recesión de principios de 1980 en Estados Unidos. La línea azul es el porcentaje de cambio con respecto al período anterior del producto interno bruto Real (anualizado; ajustado por estacionalidad). La línea roja es el crecimiento promedio del PIB 1947-2009 Los datos son del Bureau of Economic Analysis.

La crisis económica es la fase de un ciclo económico en la que se da un período de escasez en la producción, comercialización o consumo de productos y servicios. Se caracteriza por sus efectos negativos, siendo «recesión» el movimiento cíclico descendente, «contracción» cuando la actividad cae por debajo del nivel mínimo del ciclo anterior y «depresión» un caso extremo por su duración o efectos, que se producen por situaciones de inestabilidad cíclica.

## Tipologías de crisis

### Crisis agraria, industrial y de oferta y demanda
Tradicionalmente, la tipología o clasificación de las crisis se ha basado en función de su causa principal o la del sector que las origina, como son:
- Crisis agraria; que en las sociedades preindustriales se vinculan principalmente a los ciclos de malas cosechas (causadas principalmente -pero no exclusivamente- por factores medioambientales, y codependientes del antiguo régimen demográfico y de la estructura socioeconómica e institucional del Antiguo Régimen),[2] y en las sociedades industriales con agricultura de mercado, a las alteraciones del mercado (especialmente vulnerables son las zonas de monocultivo o de agricultura de plantación.[3])

- Crisis de subsistencias.

- Crisis industrial (particularmente sensibles al ciclo económico del capitalismo industrial, desde el siglo XIX)
- Crisis de suministros, como la que puede surgir, de forma puntual, por una alteración, natural como una catástrofe natural, política como el cierre de una frontera, o social como una huelga de transportes.
- Crisis de oferta, una crisis ocasionada por una oferta insuficiente que hace subir desmesuradamente el precio de algún bien o conjunto de bienes. Las crisis energéticas frecuentemente son crisis de este tipo.
- Crisis de demanda.

### Crisis energéticas
- Crisis energética
  - Crisis del petróleo de 1973
  - Crisis del petróleo de 1979

### Crisis financieras, bancarias y bursátiles
Las crisis financieras, bancarias y bursátiles, son crisis económicas subsiguientes a un fallo en el sector financiero que ocasiona una caída abrupta del crédito por fallo o desconfianza de entidades financieras sistémicas, y un desplome de las cotizaciones en la bolsa; son también denominadas como "pánicos":
| Siglo XVIII y Siglo XIX - Crisis de 1772 - Pánico de 1792 - Pánico de 1796-97 - Pánico de 1819 - Pánico de 1825 - Pánico de 1837 - Pánico de 1857 - Crisis de 1866 - Viernes negro - Pánico de 1873 - Gran Depresión de 1873 - Depresión de 1882-1885 - Pánico de 1890 - Pánico de 1893 - Crisis bancaria australiana de 1903 - Pánico de 1896 | Siglo XX - Pánico de 1901 - Pánico de 1907 - Crisis de 1910-11 - Crisis de Shanghái de 1910 - Crisis de 1929 (Jueves Negro, Crack del 29) - Crisis de la deuda latinoamericana (años 1980) - Crisis peruana de los 80 - Crisis económica chilena de 1982 - Lunes negro - Miércoles negro - Error de diciembre - Crisis bancaria venezolana de 1994 - Crisis financiera asiática (1997) - Crisis del rublo (1998) - Crisis económica ecuatoriana (1998-1999) |

| Siglo XXI - Crisis del Corralito - Crisis Financiera Dominicana (2003-2004) - Crisis de hipotecas subprime - Crisis bursátil de enero de 2008 - Crisis financiera de 2008 - Gran Recesión - Crisis financiera irlandesa de 2008-2013 - Crisis financiera letona de 2008-2009 | - Crisis financiera islandesa de 2008-2011 - Crisis financiera ucraniana 2008-2009 - Crisis financiera zimbabuense de 2008 - Crisis financiera mexicana de 2008 - Crisis económica venezolana (2013-presente) - Corralito chipriota de 2013 - Crisis económica turca de 2018 - Crisis económica esrilanquesa (2019-2022) | - Crisis económica libanesa (2019-2022) - Coronacrisis (2020) - Colapso bursátil de 2020 - Impacto económico de la invasión rusa de Ucrania (2022) - Crisis económica pakistaní de 2022 - Crisis financiera del 2023 - Crisis económica iraní de 2024 |

### Burbujas
- Burbuja económica, burbuja bursátil[17] y burbuja inmobiliaria
  - Tulipomanía (Holanda, siglo XVII)
  - Burbuja de los mares del Sur (Inglaterra, 1720)
  - Canalmanía (Inglaterra, finales del siglo XVIII y comienzos del XIX)
  - Railway mania (Inglaterra, mediados de los años 1840)
  - Burbuja inmobiliaria de Florida en los años 1920
  - Radiomanía (años 1920)
  - Burbuja financiera e inmobiliaria japonesa (1980-1990)
  - Burbuja punto com (1997-2001)
  - Burbuja inmobiliaria española (1998-2008)

### Crisis de posguerra
La desmovilización tras una guerra (particularmente el tipo de guerra denominada "guerra total", que exige la completa movilización de los recursos humanos y materiales de todo un país) produce disfunciones económicas que suelen desencadenar una crisis de posguerra:
- Crisis de posguerra de la I Guerra Mundial[18] (comienzo de la década de 1920 -posguerra de la Primera Guerra Mundial-; incluyó la crisis de 1920-21 o depresión de 1920-21[19] y la hiperinflación en la República de Weimar).[20]